# Utetheisa dorsifusa
Utetheisa dorsifusa là một loài bướm đêm thuộc phân họ Arctiinae, họ Erebidae.